# Озай
Озай (англ. Ozai) був тиранічним правителем країни Вогню і головним антагоністом серіалу «Аватар: Останній захисник». До моменту повернення Аанга Озай правив країною Вогню майже шість років. В кінці серіалу Аанг повинен був битися з ним, щоб відновити мир.
Озай — молодший син Господаря Вогню Азулона і Господині Вогню Айли, молодший брат Айро. Він був одружений з Урсою, і у них було двоє дітей — Зуко і Азула.
Так само як його батько Азулон і дід Созін, Озай вів війну проти всіх народів, намагаючись встановити панування Народу Вогню у всьому світі. Як будь-який Господар Вогню, Озай був майстром магії вогню, одним з найкращих у світі. На відміну від діда, батька і брата, він ніколи не був генералом, і в історії армії Вогню немає перемог під його начальством.

## Історія
Про дитинство Озая відомо лише те, що він був дуже милою дитиною. Можна здогадуватися, що він перебував у тіні свого брата Айро, який старший за нього на 20 років, і тому заздрив йому. У юності Озай хотів знайти Аватара, так само як його батько і дід, і так само як вони, не знайшов. Він одружився з Урсою, онукою Аватара Року.
За шість років до початку описуваних в мультфільмі подій Айро зняв облогу з Ба Сінг Се, столиці царства Землі, через загибель свого сина Лу Тена. Озай просив Господаря Вогню Азулона призначити спадкоємцем його, а не Айро, тому що «він тут, і його діти живі». Азулон розгнівався і заявив що не зрадить свого сина, особливо після того, що він пережив. Монарх наказав Озаю вбити свого сина, щоб зрозуміти, що значить втратити дитину, і бути з Айро на рівних правах. Принцеса Урса дізналася про це від своєї дочки, Азули, і вступила в змову з Озаєм, щоб врятувати Зуко. Розуміючи, що Озай піде навіть на вбивство рідного сина, щоб стати Господарем Вогню, вона влаштувала все так, щоб Азулон помер, а його спадкоємцем оголосили Озая. За вбивство Азулона новий Господар Вогню вигнав її з країни.
Озай проявив нещадність не тільки до дружини, але й до сина. Коли 13-літній Зуко висловився проти військового плану на раді(послати військовий полк на вірну загибель), його викликали його на Агні Кай. Зуко думав, що буде битися з генералом, якого він зневажив, але виявилося, що його суперник - Озай. Принц впав на коліна і зі сльозами благав про пощаду, що було розцінено Озаєм як боягузтво і неповага. Він обпік Зуко і вигнав його з країни, дозволивши повернутися тільки в тому випадку, якщо Зуко знайде Аватара, про якого вже сто років ніхто нічого не знав і якого три покоління правителів країни Вогню, у тому числі і сам Озай, не змогли знайти.
Зуко пощастило: він знайшов Аватара і виявився здатним зловити його. Айро, що супроводжував його, повідомив Озаю, що Аватар всього лише 12-річний хлопчик і володіє тільки однією стихією, завдяки чому Озай остаточно переконався у власній майбутній перемозі у війні. Але особисті почуття виявилися сильнішими. Озай всіляко намагався перешкодити Зуко зловити Аватара, зробивши його суперника капітана Джао адміралом і давши йому величезні повноваження. Коли адмірал Джао загинув при захопленні Північного полюса, Озай послав свою дочку Азулу заарештувати Айро, з вини якого загинув Джао, і Зуко, який в той раз знову втратив Аватара.
До третього сезону Озай з'являвся тільки в затіненому вигляді або ж його показували зі спини. Вперше його обличчя можна побачити в серії «Пробудження», коли він прийняв Зуко і відновив його честь за «вбивство» Аватара і допомогу у захопленні Ба Сінг Се.
На військових зборах перед затемненням Озай дізнався від Зуко, що, незважаючи на захоплення царства Землі, його жителі готові чинити опір, поки у них є надія. Озай вирішив, що єдиний спосіб розправитися з непокірним царством — це використовувати силу комети Созіна, щоб спалити все вщент і покінчити з «їх дорогоцінної надією», як висловилася Азула.
У день Чорного Сонця Озай евакуював жителів столиці країни Вогню і сам сховався в добре укріпленому підземному бункері. Зуко, користуючись тим, що затемнення блокувало магію вогню, зважився на розмову з ним. Він повідомив, що це Азула «вбила» Аватара, який в цей час очолював вторгнення, і що він більше не збирається виконувати накази Озая. Господар Вогню був безсилий змусити його замовчати, тим більше що Зуко погрожував йому, беззбройному, палашами. Зуко звинуватив Озая в жорстокості по відношенню до нього, в обманах, в безпричинної агресії до інших народів, сказав, що він не заслуговує любові і поваги. Пообіцяв звільнити дядька Айро з в'язниці, приєднатися до Аватара і повалити Озая. Озай тільки розсміявся у відповідь. Затемнення йшло до кінця, і Озай затримав Зуко, який хотів піти, розповіддю про те, що ж насправді сталося з його матір'ю. Дочекавшись нарешті сонця, він кинув у сина блискавку, але Зуко відбив її і втік.
Упевнений у своїй перемозі над світом Озай проголосив себе Королем Феніксом, абсолютним правителем всіх народів, а принцесу Азулу — наступною Господаркою Вогню. У ніч появи комети Созіна він повів повітряний флот на царство Землі. Аватар Аанг перехопив його і, поки друзі Аанга підривали кораблі, сам він бився з Озаем.
Битва Короля Фенікса Озая і Аватара Аанга стала вирішальною в боротьбі за мир і в сторічній війні. Сила комети надала Озаю неймовірну силу. Аватар, що вислизав від його діда, батька і сина, тепер повинен був дістатися йому. Загнавши Аанга в глухий кут, він ледве не відправив його слідом за іншими магами повітря, які загинули сто років тому. І він би переміг, якби Аанг випадково не увійшов у стан Аватара. Тоді вже Озаю довелося тікати від Аанга.
Загнавши «правителя світу» у глухий кут, Аанг намагався вбити його, але зупинився. Озай зібрався було прикінчити Аватара, але той раптом прикував його до скелі і застосував досі невідому магію енергії, за допомогою якої звільнив його від магії вогню. Вся енергія і сила вогню передалися космосу у вигляді променя світла. Позбавлений здібностей до магії Озай намагався чинити опір, але, звичайно, безуспішно. Мрії про захоплення всієї планети звернулися в прах.
Колишній тиран був поміщений у в'язницю, в ту ж камеру, де колись містився його брат Айро. Новий правитель країни Вогню, Зуко, відвідав його у в'язниці і сказав йому, що це навчить його життя, як колись вигнання допомогло Зуко знайти свій шлях. Нам невідомо, що сказав Озай у відповідь на питання, куди він подів мати Зуко, але її місцезнаходження було з'ясовано.

## Особистість
Озай неможливо жорстокий, агресивний, запальний і владний. Вважається, що його злість викликана складними взаємовідносинами з батьком, Господарем Вогню Азулоном, і заздрістю до старшого брата, Айро. Кілька разів Айро помічав, що його брат «не з розуміючих» і що він ніколи не прощав, не жалкував, не змінював свою думку про що-небудь. Озай в усьому вимагає суворої дисципліни, і ніхто не застрахований від його гніву, коли він незадоволений, навіть його діти. Коли його синові Зуко було тринадцять, Озай обпік його і вигнав з країни за прояв неповаги. Згодом він розцінював свій вчинок як урок, а Зуко вважав, що це «жорстоко і неправильно». Озай поважає свою дочку Азулу за її надзвичайні здібності та беззаперечну покору, проте і вона не спокушається на рахунок своєї безпеки. Він говорив, що Азула «народилася щасливою», в той час як Зуко «повинен бути щасливий, що народився». Єдиний раз він висловив вдячність Зуко, коли він допоміг своїй сестрі завоювати Ба Сінг Се і «вбив» Аватара.
Можливо, Озай іноді намагався бути гарним чоловіком і батьком, але його агресивність і жадоба влади віддалили його від родини. Він вірить, що чесноти людини обумовлюють його здібності і поведінку. Тому талановита і приваблива Азула стала його улюбленою дитиною. Він чекає від неї лише найкращого, і це змушує Азулу підтримувати на рівні свій образ, прагнути до досконалості. У результаті, чисто чоловіче виховання, оточення, де страх — єдина правда, привели дівчину до нервового зриву.
До підтвердження жорстокості Озая можна віднести його політику по відношенню до жителів завойованих територій і моральне приниження ворогів. Ще одна його риса — впертість. Навіть перебуваючи за крок від смерті, він не змінився. Втративши здатність до магії, він все одно сказав «Я ще живий» таким тоном, що це прозвучало як «Я буду продовжувати боротися і коли-небудь виграю».

## Здібності
Господар Вогню Озай був дуже могутнім магом вогню, одним з найсильніших в серіалі, якщо не найсильнішим. Тільки його брат Айро перевершував його, та й то не був у цьому впевнений. Озай мав здатність миттєво створювати величезну блискавку, у той час як Айро і Азула витрачали на це набагато більше часу.
У фіналі Озай використовував енергію комети Созіна для посилення своєї і без того вбивчої магії вогню. Він міг літати з величезною швидкістю, застосовуючи вогонь як реактивний двигун, і створювати блискавки в польоті, а його атаки Аанга вражали своєю потужністю. Якби Аанг не був Аватаром, він би згорів. Озай примудрився досить довго тікати від Аанга, що увійшов в стан Аватара, та ще й відстрілюватися від нього.
До кінця серіалу Озай вже не володів магією. Аанг за допомогою управління енергією назавжди забрав у нього здатність керувати вогнем.

## Цікаві факти
- Неможливо точно сказати, в якій серії Озай з'явився вперше. У «Аватар Року» його фігура виникає в баченні, в «Шторм» і «Облога півночі» його показують зі спини, в «Дезертир» демонструється схожа на нього лялька, в «Самотньому Зуко» можна розглянути все, крім очей. Його обличчя вперше показується в «Пробудження» — першій серії третього сезону.
- Його ім'я, написане ієрогліфами 敖 载 (áo zǎi), означає «вільний рік».
- Марк Хамілл, який озвучив Озая, грав Люка Скайуокера в «Зоряних війнах» і озвучував багатьох лиходіїв у мультфільмах, наприклад, Джокера в «Бетмені», полковника Муска в диснеївському «Небесний замок Лапута», і одного з гайдонітів у «Роботесі». Данте Баско, який озвучив Зуко, говорив, що робота з Хаміллом була «сюрреалістичною пригодою».
- Озай правив країною Вогню менше, ніж інші відомі правителі — всього шість років.